# ТЕС Джандар
ТЕС Джандар – теплова електростанція у південній частині Сирії, за три десятки кілометрів на південь від Хомса. Створена за технологією комбінованого парогазового циклу.
У 1997 році на майданчику станції ввели в експлуатацію два парогазові блоки потужністю по 351 МВт. У кожному з них встановлено дві газові турбіни потужністю по 118,5 МВт, які через котли-утилізатори живлять одну парову турбіну з показником 114 МВт. Паливна ефективність такої схеми становить 48%.
У 2018-му іранська компанія MAPNA доповнила станцію ще одним парогазовим енергоблоком потужністю 480 МВт. Він має дві газові турбіни потужністю по 162 МВт, які живлять одну парову турбіну з показником 160 МВт.
ТЕС спорудили з розрахунку на використання природного газу, постаченого по трубопроводу Омар II (у 2003 – 2005 роках споживання станцією блакитного палива становило 0,98 – 1,05 млрд м3 на рік). 
Враховуючи розташування ТЕС у районі з обмеженою кількістю опадів та у віддаленні від моря, для станції обрали технологічну схему з використанням повітряного («сухого») охолодження.
Зв’язок із енергосистемою країни відбувається по ЛЕП, розрахованій на роботу під напругою 220 кВ.